# Jüdische Sportorganisationen
In Deutschland gab es zwischen 1898 und 1933 drei verschiedene jüdische Sportorganisationen:
- Deutsch-jüdische (Reichsbund jüdischer Frontsoldaten, Schild-Vereine)
- Neutrale (Vintus)
- Zionistische (Makkabi)[1]

Da die Arbeitersportbewegung jüdische Mitglieder in ihren Vereinen nicht diskriminierte, gab es in Deutschland – im Gegensatz zum benachbarten Polen – keine eigenen Hapoel-Vereine. Der älteste jüdische Sportverein in Mitteleuropa war Attila Groningen (Niederlande, gegründet im April 1898), der zweitälteste Bar-Kochba Berlin (gegründet im Oktober 1898). Als die Mitgliedsvereine des Reichsbundes für Leibesübungen in vorauseilendem Gehorsam ihre Mitglieder im Frühjahr 1933 begannen auszuschließen und Sportverkehr mit den jüdischen Vereinen einzustellen, schlossen sich diese als Reichsausschuss jüdischer Sportverbände zusammen. Zu keiner Zeit hatten jüdische Verbände mehr Mitglieder in Deutschland, da die meisten jüdischen Sportler/-innen Mitglieder in den bürgerlichen oder den Arbeitersportvereinen waren und sich nun erst dem jüdischen Sport anschließen mussten. Außerdem definierten die Nürnberger Gesetze Juden genetisch und damit weiter als es der jüdischen Tradition entsprach. Mit der „Reichspogromnacht“ wurde der jüdische Sport vollständig verboten, so dass sich auch die Vereine und der Verband auflösten. Nach 1945 wurde nur die zionistische Makkabi wiedergegründet, während die anderen Organisationen in Vergessenheit gerieten.